# سرخرگ کلیوی
سرخرگ‌های کلیوی (به انگلیسی: Renal artery) سرخرگ‌هایی هستند که از کناره‌های آئورت شکمی درست در زیر سرخرگ مزانتریک فوقانی جریان می‌گیرند و خون را به کلیه‌ها می رسانند. هر یک از رگ‌های کلیوی از ساق دیافراگم می‌گذرند و با آئورت شکمی زاویهٔ راستی را می‌سازند. رگ‌های کلیوی 20٪ خونی را که از قلب خارج می‌شود را به کلیه‌ها می رسانند تا در آنجا تصفیه شوند. خونی که به کلیه‌ها توسط رگ‌های کلیوی می‌رسد متغیر است. ممکن است یک یا تعداد بیشتری رگ کلیوی که خون را به هر کلیه می رساند وجود داشته باشد. رگ کلیوی در ناحیه‌ای درست بالای سیاهرگ‌های کلیوی به کلیه متصل می‌شود.
شعاع رگ کلیوی در حدود ۰٫۲۵ سانتی‌متر و ۲۶ سانتی‌متر در قسمت پایه‌ای آن است. قطر رگ کلیوی بسته به روشی که برای یافتن آن استفاده می‌شود، متغیر است. میزان قطر رگ کلیوی با استفاده از سونوگرافی ۵٫۰۴ ± ۰٫۷۴ میلی‌متر یافت شده است اما با استفاده از آنژیوگرافی ۱٫۱۹ ± ۵٫۶۸ یافت شده. درون کلیه، رگ کلیوی، پیش از رسیدن به ناف کلیه به پنج یا شش شاخهٔ دیگر تقسیم می‌شود که این شاخه‌ها میان میزنای و سیاهرگ کلیوی قرار دارند.

## بیماری‌های سرخرگ کلیوی
تنگی سرخرگ کلیوی در اثر ترشح آنزیم رنین  از کلیه‌ای که سرخرگ آن دچار تنگی شده منجر به افزایش فشار خون می‌شود. تشخیص تنگی سرخرگ کلیوی توسط سونوگرافی داپلر و درمان آن توسط بالن آنژیوپلاستی یا در برخی مواقع استنت انجام می‌شود.
سرخرگ‌های کلیوی گاه نیز ممکن است دچار تصلب شریان شوند که منجر به پرفیوژن ضعیف کلیه و منجر به کاهش عملکرد آن و احتمالاً، نارسایی کلیه می‌شود.

## نگارخانه

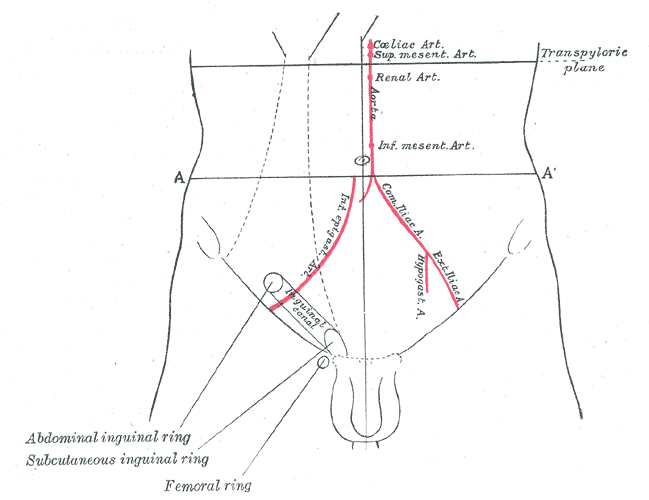
جلوی شکم و جایگاه سرخرگ‌ها
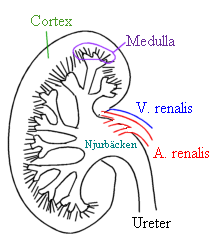
کلیه
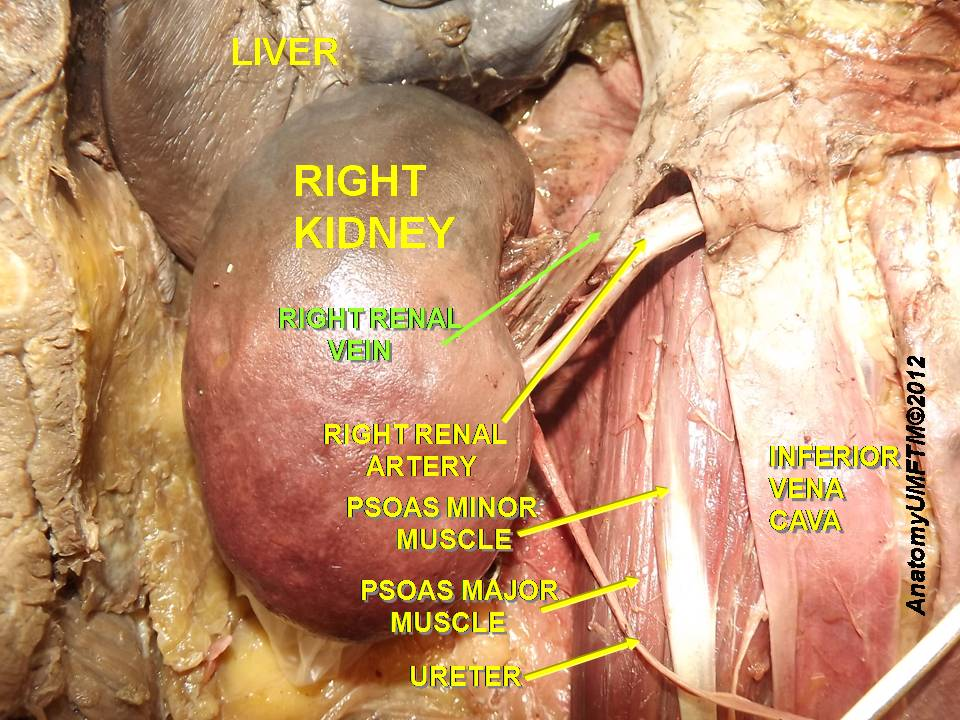
سرخرگ کلیوی
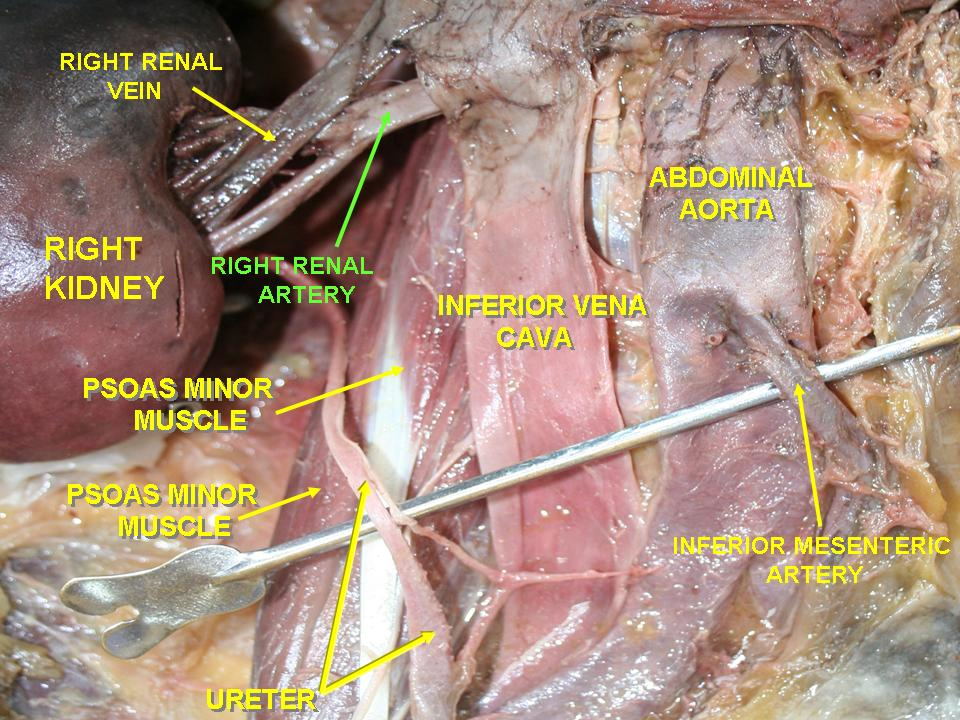
سرخرگ کلیوی
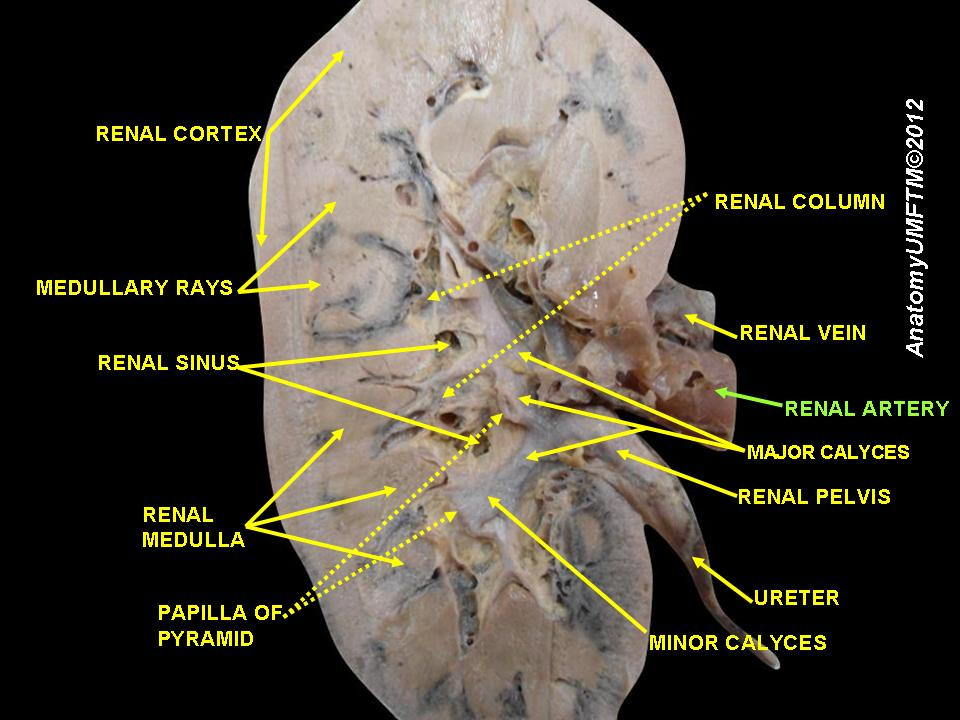
سرخرگ کلیوی
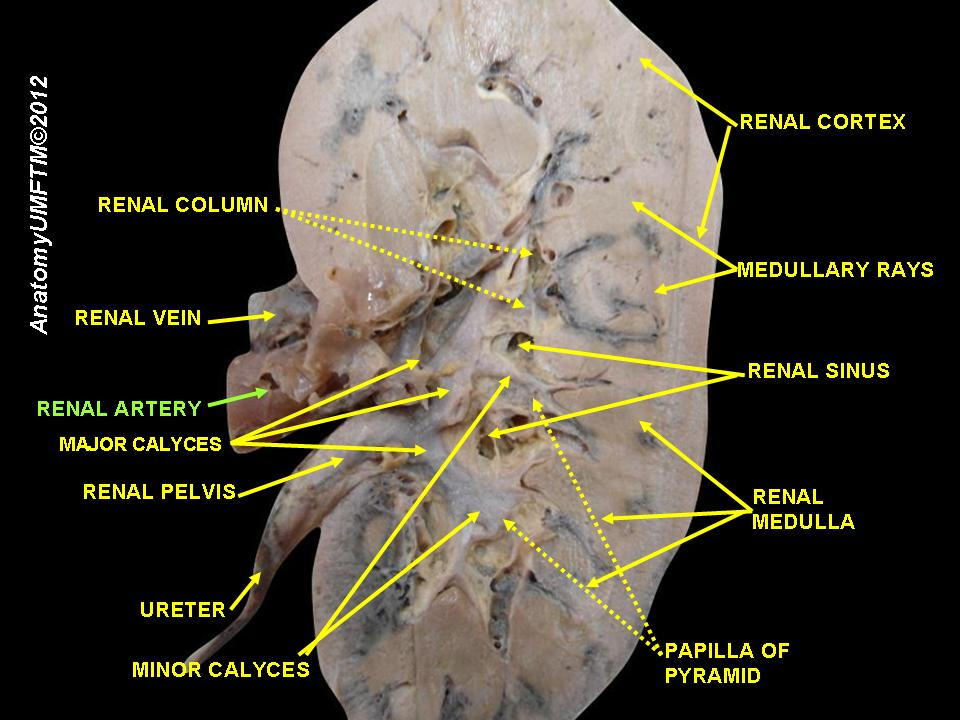
سرخرگ کلیوی
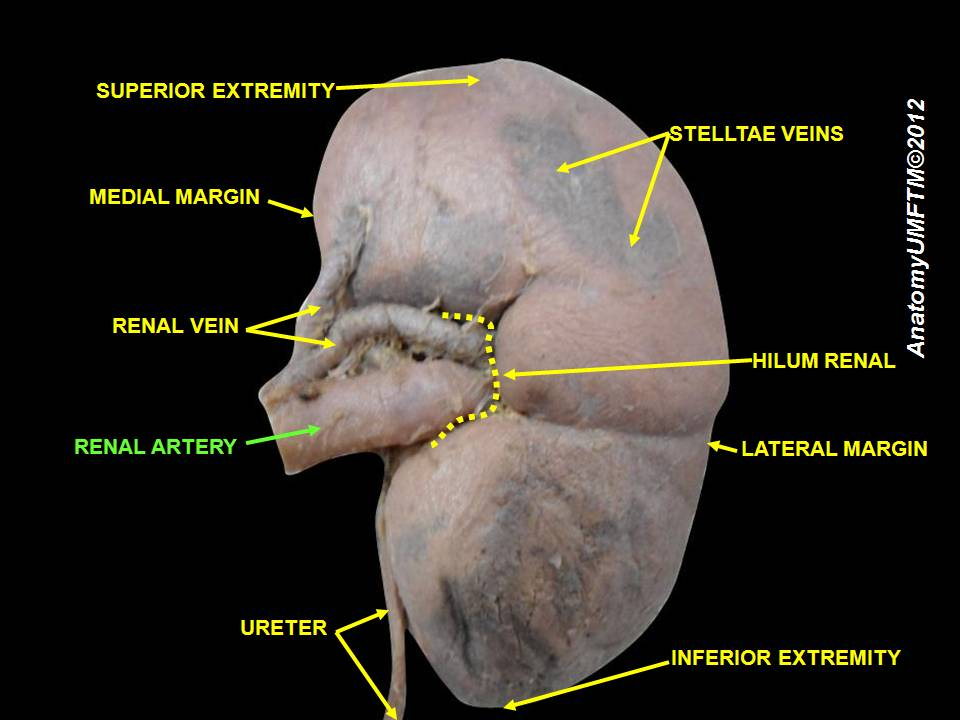
سرخرگ کلیوی